# Тоуо
Тоуо (также известен как баниата, локуру, мбаниата) — папуасский язык, на котором говорят в южной части острова Рендова. Тоуо принадлежит к центральносоломонской группе папуасской семьи языков. Все окружающие его языки принадлежат к океанийской подгруппе австронезийской языковой семьи.
Тоуо иногда также называют баниата или локуру, по названиям двух крупных деревень, в которых говорят на тоуо.